# Figulus pseudominor
Figulus pseudominor là một loài bọ cánh cứng trong họ Lucanidae. Loài này được Monte mô tả khoa học năm 2010.